# Café cubano
Café cubano (también conocido como expreso cubano, colada, cafecito, tirón cubano o shot cubano) es un tipo de expreso que se originó en Cuba. En concreto, se refiere a un shot de espresso endulzado (tradicionalmente con azúcar moreno natural que ha sido batido con las primeras y más fuertes gotas de espresso). Sin embargo, el nombre a veces se usa para referirse a bebidas a base de café que incluyen expreso cubano como ingrediente principal, como el café con leche.
Beber café cubano sigue siendo una actividad social y cultural prominente en Cuba y en las comunidades cubanoestadounidense, particularmente en Miami, Tampa y los Cayos de la Florida.

## Preparación
El café tradicional de estilo cubano se elabora con tuestes más oscuros, típicamente tuestes italianos o españoles, siendo populares las marcas Café Cubita, Café Serrano, Café Bustelo, Café La Llave y Café Pilón. Se puede hacer usando una máquina de café espresso eléctrica, pero comúnmente se hace con una cafetera moka.
Una pequeña porción de expreso desde el principio de la preparación se agrega al azúcar y se mezcla vigorosamente con una cuchara hasta obtener una espuma cremosa llamada espuma o espumita. El calor del proceso de preparación del café hidrolizará parte de la sacarosa, creando así un resultado más dulce y un poco más viscoso que una extracción normal o la adición de azúcar en la mesa.

## Forma de servir

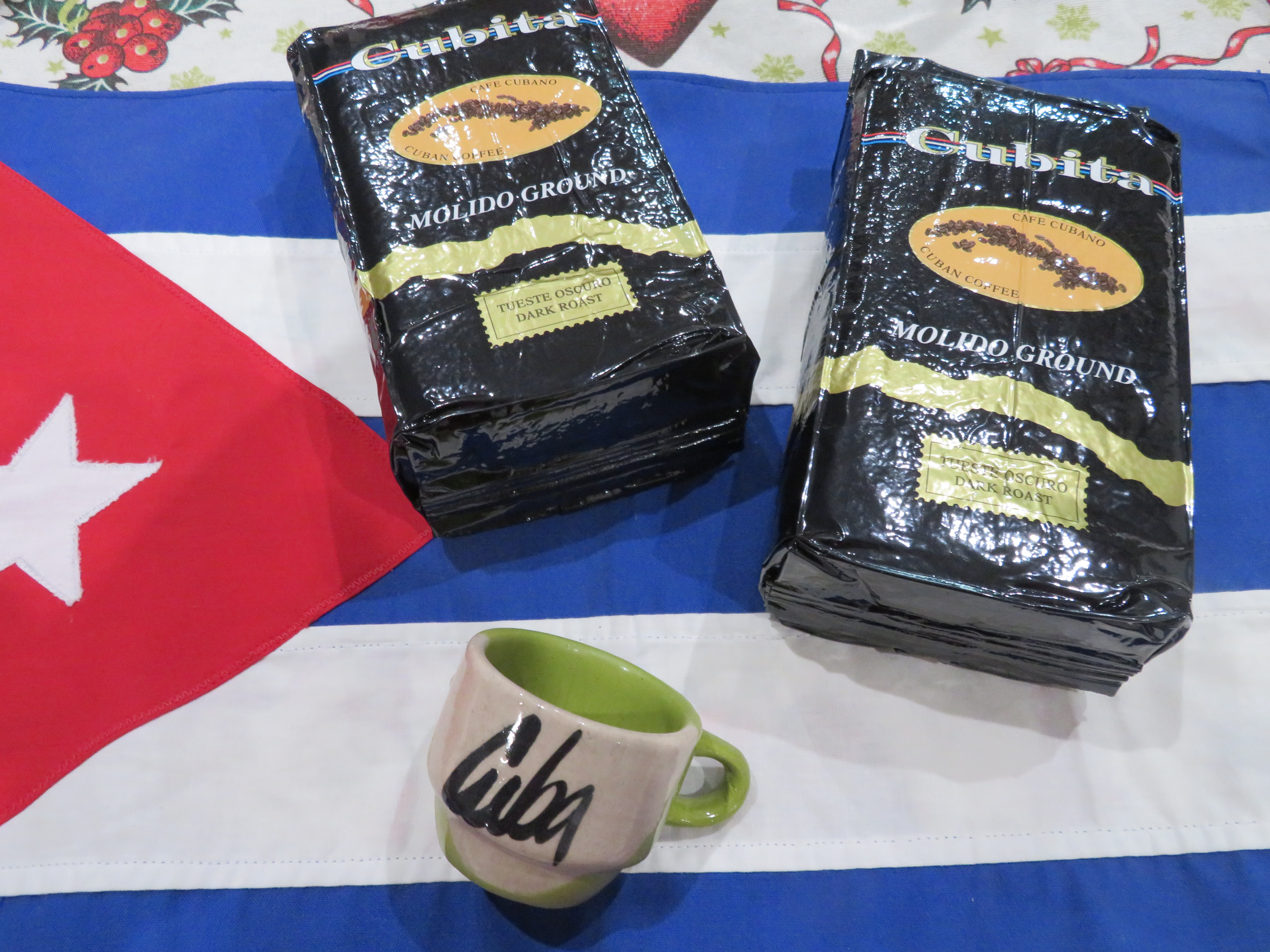
Café de Cuba

Además de ser servido en restaurantes cubanos, en áreas con una alta población cubana, los cafés pequeños (o partes de establecimientos más grandes) tendrán ventanas pequeñas, o ventanitas, donde se puede pedir café cubano. El café cubano a menudo se acompaña con tostadas (una rebanada de pan cubano con mantequilla), pastelitos cubanos u otros pasteles cubanos.

## Variaciones
Cortadito es un tipo de expreso estándar rematado con leche al vapor. La proporción puede estar entre 50/50 y 75/25 espresso y leche. Es similar a un cortado que se sirve en otros países latinos, pero endulzado previamente.
El café con leche es un expreso que se sirve junto con una taza de leche caliente o al vapor. Tradicionalmente, se sirve separado del café, el expreso se vierte hasta la oscuridad deseada en la taza de leche caliente y luego se revuelve. Es la bebida tradicional del desayuno cubano, servida con rebanadas de pan cubano tostado con mantequilla.
Colada es de 3 a 6 shots de espresso al estilo cubano que se sirven en una taza de poliestireno junto con pequeñas demitazas de plástico. Es una forma para llevar, destinada a beberse de una sola vez. Esta es la costumbre de las pausas laborales en las comunidades cubanas.